# Hexoplon scutellare
Hexoplon scutellare är en skalbaggsart som beskrevs av Dilma Solange Napp och Martins 1985. Hexoplon scutellare ingår i släktet Hexoplon och familjen långhorningar. Inga underarter finns listade i Catalogue of Life.